# يوشيكو تامورا
يوشيكو تامورا (باليابانية: 田村欣子؛ بالكانا: たむら よしこ) هي مصارعة محترفة وممثلة يابانية، ولدت في 6 فبراير 1976 في Shinozakimachi ‏ في اليابان.

## وصلات خارجية
- يوشيكو تامورا على موقع CageMatch worker (الإنجليزية)
- يوشيكو تامورا على موقع قاعدة بيانات المصارعة على الإنترنت (الإنجليزية)
- يوشيكو تامورا على موقع IMDb (الإنجليزية)